# Eliminatórias da Copa do Mundo FIFA de 2010 - Europa (Grupo 6)
O Grupo 6 das eliminatórias da Europa para a Copa do Mundo FIFA de 2010 foi formado por Croácia, Inglaterra, Ucrânia, Bielorrússia, Cazaquistão e Andorra.
A tabela de jogos foi determinada a 14 de janeiro de 2008, numa reunião realizada em Zagreb, na Croácia.

## Classificação
| Pos | Equipe       | Pts | J  | V | E | D  | GP | GC | SG  | Classificado                              |  | ENG | UKR | CRO | BLR | KAZ | AND |
| --- | ------------ | --- | -- | - | - | -- | -- | -- | --- | ----------------------------------------- |  | --- | --- | --- | --- | --- | --- |
| 1   | Inglaterra   | 27  | 10 | 9 | 0 | 1  | 34 | 6  | +28 | qualificadas para a Copa do Mundo de 2010 |  | —   | 2–1 | 5–1 | 3–0 | 5–1 | 6–0 |
| 2   | Ucrânia      | 21  | 10 | 6 | 3 | 1  | 21 | 6  | +15 | qualificadas para a segunda fase          |  | 1–0 | —   | 0–0 | 1–0 | 2–1 | 5–0 |
| 3   | Croácia      | 20  | 10 | 6 | 2 | 2  | 19 | 13 | +6  | Eliminado                                 |  | 1–4 | 2–2 | —   | 1–0 | 3–0 | 4–0 |
| 4   | Bielorrússia | 13  | 10 | 4 | 1 | 5  | 19 | 14 | +5  | Eliminado                                 |  | 1–3 | 0–0 | 1–3 | —   | 4–0 | 5–1 |
| 5   | Cazaquistão  | 6   | 10 | 2 | 0 | 8  | 11 | 29 | −18 | Eliminado                                 |  | 0–4 | 1–3 | 1–2 | 1–5 | —   | 3–0 |
| 6   | Andorra      | 0   | 10 | 0 | 0 | 10 | 3  | 39 | −36 | Eliminado                                 |  | 0–2 | 0–6 | 0–2 | 1–3 | 1–3 | —   |

## Resultados
| 20 de agosto de 2008 22:00 (UTC+6) | Cazaquistão                      | 3 – 0     | Andorra | Almaty Central Stadium, Almaty               |
|                                    | Ostapenko 14', 30' · Uzdenov 44' | Relatório |         | Público: 7,700 Árbitro: MDA Veaceslav Banari |

| 6 de setembro de 2008 20:00 (UTC+3) | Ucrânia                | 1 – 0     | Bielorrússia | Ukraina Stadium, Lviv                       |
|                                     | Shevchenko 90+4' (pen) | Relatório |              | Público: 24,000 Árbitro: ITA Nicola Rizzoli |

| 6 de setembro de 2008 20:00 (UTC+2) | Andorra | 0 – 2     | Inglaterra       | Estadi Olímpic Lluís Companys, Barcelona (ESP) |
|                                     |         | Relatório | J. Cole 48', 55' | Público: 10,300 Árbitro: TUR Cuneyt Cakir      |

| 6 de setembro de 2008 20:15 (UTC+2) | Croácia                                | 3 – 0     | Cazaquistão | Estádio Maksimir, Zagreb                        |
|                                     | N. Kovač 13' · Modrić 36' · Petrić 81' | Relatório |             | Público: 17,424 Árbitro: SWE Stefan Johannesson |

| 10 de setembro de 2008 21:00 (UTC+2) | Croácia       | 1 – 4     | Inglaterra                         | Estádio Maksimir, Zagreb                  |
|                                      | Mandžukić 78' | Relatório | Walcott 26', 59', 82' · Rooney 63' | Público: 35,218 Árbitro: SVK Ľuboš Micheľ |

| 10 de setembro de 2008 19:00 (UTC+2) | Andorra         | 1 – 3     | Bielorrússia                                 | Estadi Comunal de Aixovall, Andorra la Vella |
|                                      | Pujol 67' (pen) | Relatório | Verkhovtsov 37' · Rodionov 79' · V. Hleb 90' | Público: 600 Árbitro: WAL Simon Evans        |

| 10 de setembro de 2008 22:00 (UTC+6) | Cazaquistão   | 1 – 3     | Ucrânia                             | Almaty Central Stadium, Almaty           |
|                                      | Ostapenko 68' | Relatório | Nazarenko 45', 80' · Shevchenko 54' | Público: 17,000 Árbitro: GER Felix Brych |

| 11 de outubro de 2008 17:15 (UTC+1) | Inglaterra                                                      | 5 – 1     | Cazaquistão | Estádio de Wembley, Londres                |
|                                     | Ferdinand 52' · Kuchma 64' (g.c.) · Rooney 76', 86' · Defoe 90' | Relatório | Kukeyev 68' | Público: 89,107 Árbitro: BEL Paul Allaerts |

| 11 de outubro de 2008 20:00 (UTC+3) | Ucrânia | 0 – 0     | Croácia | Estádio Metalist, Kharkiv                   |
|                                     |         | Relatório |         | Público: 38,500 Árbitro: NED Eric Braamhaar |

| 15 de outubro de 2008 20:15 (UTC+2) | Croácia                                        | 4 – 0     | Andorra | Estádio Maksimir, Zagreb                |
|                                     | Rakitić 16', 87' (pen) · Olić 32' · Modrić 75' | Relatório |         | Público: 14,441 Árbitro: HUN István Vad |

| 15 de outubro de 2008 21:30 (UTC+3) | Bielorrússia | 1 – 3     | Inglaterra                    | Estádio Dínamo, Minsk                    |
|                                     | Sitko 28'    | Relatório | Gerrard 11' · Rooney 50', 75' | Público: 29,600 Árbitro: NOR Terje Hauge |

| 1 de abril de 2009 20:00 (UTC+1) | Inglaterra             | 2 – 1     | Ucrânia        | Estádio de Wembley, Londres                  |
|                                  | Crouch 29' · Terry 85' | Relatório | Shevchenko 74' | Público: 87,548 Árbitro: DEN Claus Bo Larsen |

| 1 de abril de 2009 20:30 (UTC+2) | Andorra | 0 – 2     | Croácia                    | Estadi Comunal de Aixovall, Andorra la Vella |
|                                  |         | Relatório | Klasnić 15' · da Silva 36' | Público: 1,100 Árbitro: CYP Leontios Trattou |

| 1 de abril de 2009 20:30 (UTC+6) | Cazaquistão | 1 – 5     | Bielorrússia                                                   | Almaty Central Stadium, Almaty         |
|                                  | Abdulin 10' | Relatório | A. Hleb 48' · Kalachev 54', 64' · Stasevich 57' · Rodionov 88' | Público: 19,000 Árbitro: CZE Jiří Jech |

| 6 de junho de 2009 19:00 (UTC+3) | Bielorrússia                                          | 5 – 1     | Andorra          | Estádio Neman, Grodno                     |
|                                  | Bliznyuk 1', 76' · Kalachev 44' · Kornilenko 50', 65' | Relatório | Lima 90+3' (pen) | Público: 8,500 Árbitro: SVN Robert Kranjc |

| 6 de junho de 2009 20:15 (UTC+2) | Croácia                | 2 – 2     | Ucrânia                  | Estádio Maksimir, Zagreb                 |
|                                  | Petrić 2' · Modrić 68' | Relatório | Shevchenko 13' · Hai 54' | Público: 32,073 Árbitro: NOR Terje Hauge |

| 6 de junho de 2009 21:00 (UTC+6) | Cazaquistão | 0 – 4     | Inglaterra                                                | Almaty Central Stadium, Almaty                  |
|                                  |             | Relatório | Barry 40' · Heskey 45+1' · Rooney 72' · Lampard 77' (pen) | Público: 24,000 Árbitro: ISL Kristinn Jakobsson |

| 10 de junho de 2009 20:00 (UTC+3) | Ucrânia            | 2 – 1     | Cazaquistão     | Estádio Dínamo Lobanovsky, Kiev           |
|                                   | Nazarenko 32', 47' | Relatório | Nusserbayev 18' | Público: 11,500 Árbitro: POR Bruno Paixão |

| 10 de junho de 2009 20:15 (UTC+1) | Inglaterra                                                 | 6 – 0     | Andorra | Estádio de Wembley, Londres              |
|                                   | Rooney 4', 39' · Lampard 29' · Defoe 73', 75' · Crouch 80' | Relatório |         | Público: 57,897 Árbitro: NED Bas Nijhuis |

| 12 de agosto de 2009 21:15 (UTC+3) | Bielorrússia    | 1 – 3     | Croácia                      | Estádio Dínamo, Minsk                    |
|                                    | Verkhovtsov 81' | Relatório | Olić 22', 85' · da Silva 69' | Público: 21,651 Árbitro: GER Felix Brych |

| 5 de setembro de 2009 17:00 (UTC+3) | Ucrânia                                                                                      | 5 – 0     | Andorra | Estádio Dínamo Lobanovsky, Kiev              |
|                                     | Yarmolenko 18' · Milevskiy 45+2', 90+2' (pen) · Shevchenko 72' (pen) · Seleznyov 90+4' (pen) | Relatório |         | Público: 14,870 Árbitro: LVA Andrejs Sipailo |

| 5 de setembro de 2009 20:30 (UTC+2) | Croácia     | 1 – 0     | Bielorrússia | Estádio Maksimir, Zagreb                   |
|                                     | Rakitić 24' | Relatório |              | Público: 25,628 Árbitro: AUT Konrad Plautz |

| 9 de setembro de 2009 20:00 (UTC+1) | Inglaterra                                            | 5 – 1     | Croácia      | Estádio de Wembley, Londres                  |
|                                     | Lampard 7' (pen), 59' · Gerrard 18', 67' · Rooney 77' | Relatório | da Silva 71' | Público: 87,319 Árbitro: ESP Alberto Undiano |

| 9 de setembro de 2009 20:00 (UTC+3) | Bielorrússia | 0 – 0     | Ucrânia | Estádio Dínamo, Minsk                      |
|                                     |              | Relatório |         | Público: 21,727 Árbitro: HUN Viktor Kassai |

| 9 de setembro de 2009 20:00 (UTC+2) | Andorra     | 1 – 3     | Cazaquistão                          | Estadi Comunal de Aixovall, Andorra la Vella |
|                                     | Sonejee 70' | Relatório | Khizhnichenko 14', 35' · Baltiev 29' | Público: 510 Árbitro: LUX Albert Toussaint   |

| 10 de outubro de 2009 18:00 (UTC+3) | Bielorrússia                                    | 4 – 0     | Cazaquistão | Complexo Esportivo Regional Brestskiy, Brest |
|                                     | Bardachov 23' · Kalachev 69', 90+2' · Kovel 86' | Relatório |             | Público: 9,530 Árbitro: FRA Saïd Ennjimi     |

| 10 de outubro de 2009 19:15 (UTC+3) | Ucrânia       | 1 – 0     | Inglaterra | Estádio Dnipro, Dnipropetrovsk             |
|                                     | Nazarenko 30' | Relatório |            | Público: 31,000 Árbitro: SVN Damir Skomina |

| 14 de outubro de 2009 17:30 (UTC+2) | Andorra | 0 – 6     | Ucrânia                                                                                        | Estadi Comunal de Aixovall, Andorra la Vella |
|                                     |         | Relatório | Shevchenko 22' · Husyev 61' · Lima 69' (g.c.) · Rakytskiy 80' · Seleznyov 81' · Yarmolenko 83' | Público: 820 Árbitro: SCO Craig Thomson      |

| 14 de outubro de 2009 20:00 (UTC+1) | Inglaterra                           | 3 – 0     | Bielorrússia | Estádio de Wembley, Londres                          |
|                                     | Crouch 4', 76' · Wright-Phillips 60' | Relatório |              | Público: 76,897 Árbitro: POR Lucílio Cardoso Batista |

| 14 de outubro de 2009 21:30 (UTC+6) | Cazaquistão       | 1 – 2     | Croácia                        | Astana Arena, Astana                           |
|                                     | Khizhnichenko 26' | Relatório | Vukojević 10' · Kranjčar 90+3' | Público: 10,250 Árbitro: SUI Claudio Circhetta |

## Artilharia
| 9 golos - Wayne Rooney 6 golos - Andriy Shevchenko 5 golos - Timofei Kalachev - Serhiy Nazarenko 4 golos - Frank Lampard - Peter Crouch 3 golos - Sergei Khizhnichenko - Sergey Ostapenko - Eduardo da Silva - Ivan Rakitić - Ivica Olić - Luka Modrić - Jermain Defoe - Steven Gerrard - Theo Walcott | 2 golos - Dmitry Verkhovtsov - Gennady Bliznyuk - Sergei Kornilenko - Vitali Rodionov - Mladen Petrić - Joe Cole - Andriy Yarmolenko - Artem Milevskiy - Yevhen Seleznyov 1 golo - Ildefons Lima - Marc Pujol - Óscar Sonejee - Aleksandr Hleb - Igor Stasevich - Leonid Kovel - Maksim Bardachov - Pavel Sitko - Vyacheslav Hleb - Renat Abdulin | 1 golo (continuação) - Roman Uzdenov - Ruslan Baltiev - Tanat Nusserbayev - Zhambyl Kukeyev - Ivan Klasnić - Mario Mandžukić - Niko Kovač - Niko Kranjčar - Ognjen Vukojević - Gareth Barry - Emile Heskey - John Terry - Rio Ferdinand - Shaun Wright-Phillips - Oleh Husyev - Yaroslav Rakytskiy Golos contra - Ildefons Lima (para a Ucrânia) - Aleksandr Kuchma (para a Inglaterra) |